# Alison Henrique Mira
Alison Henrique Mira (født 1. december 1995) er en brasiliansk fodboldspiller.